# Église Saint-Germain de Vitry-sur-Seine
Pour les articles homonymes, voir Église Saint-Germain.
L'église Saint-Germain de Vitry-sur-Seine est une église paroissiale, avec des parties datant du XIIe siècle et XIIIe siècle, située sur la commune de Vitry-sur-Seine, à l'intersection de l'avenue Paul-Vaillant-Couturier et de l'avenue de l'Abbé-Roger-Derry.

## Historique

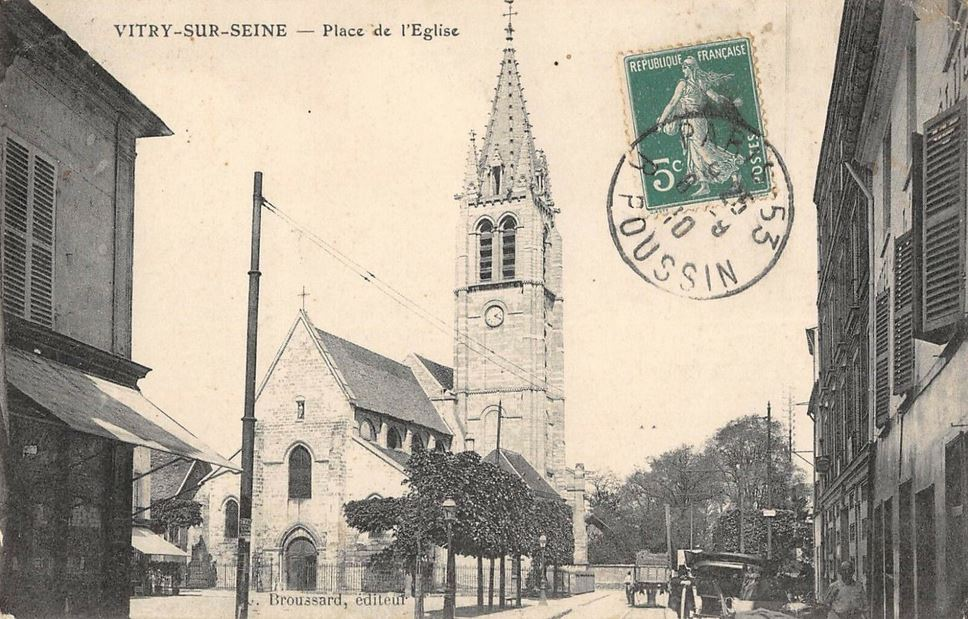

La construction de l'église Saint-Germain débute vers 1150 et est achevée au XIVe siècle, à la même époque que la cathédrale Notre-Dame de Paris. Des similitudes entre les deux bâtiments donnent à penser que certains architectes et ouvriers ont travaillé sur les deux chantiers en même temps.
En juin 1432, la foudre détruit la voûte d'ogives de la nef ainsi que le haut du clocher.
Le conseil municipal de Vitry se réunissait dans la sacristie juste après la Révolution.

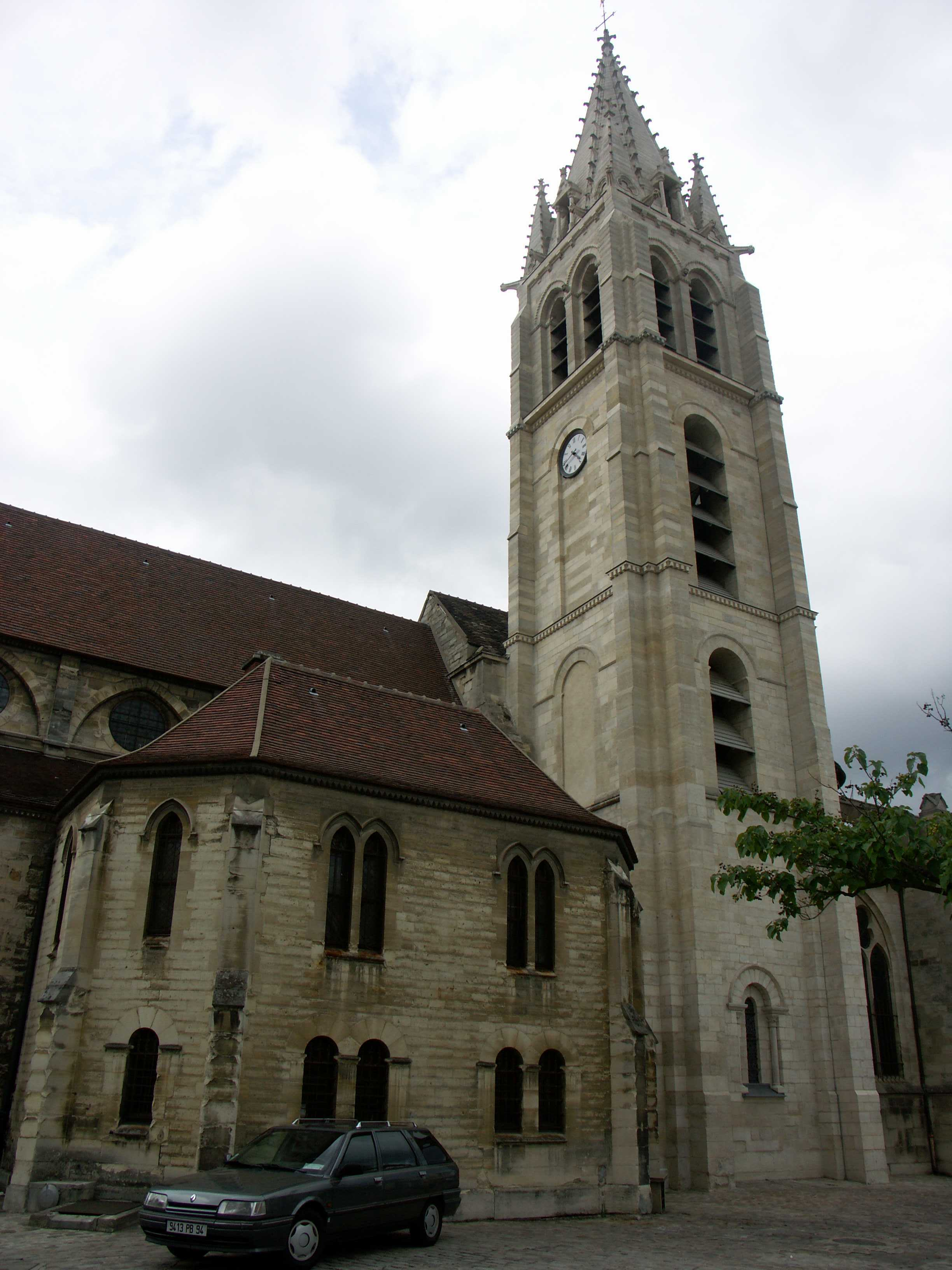

L'architecte départemental Claude Naissant reconstruit le clocher en 1846-1848 et la sacristie en 1866-1869.
L'église fait l’objet d’un classement au titre des monuments historiques par la liste de 1862.
En 1906, et à la suite de la séparation des Églises et de l'État, l'église Saint-Germain devient propriété de la commune. Une plaque indiquant le niveau de la crue de la Seine de 1910 est apposée sur l'église. En 1931, la flèche du clocher est restaurée.
L'église est en lien avec la Maison Interparoissiale de Vitry-sur-Seine qui a été inaugurée en 1970 et qui se trouve 27, rue du 18 juin 1940.
De 2010 à 2015 ont été restaurés, notamment, dix chapiteaux finement décorés, douze gargouilles sur le clocher, un coq doré surplombant la flèche et les trois cloches qui avaient été fondues en 1832.

## Description

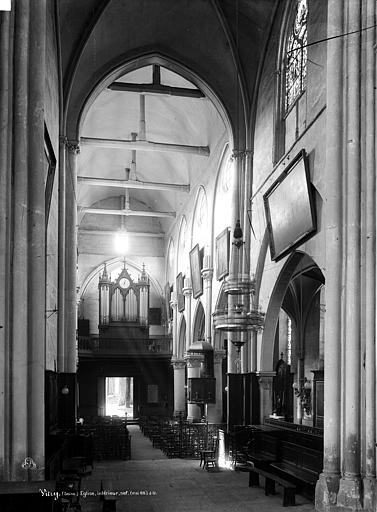

La base du clocher (côté sud) pourrait dater du XIIe siècle. 
La courte nef de quatre travées, aux arcades retombant sur des piles cylindriques, et ses deux bas-côtés datent du début XIIIe siècle. Elle est couverte d'une charpente aux entraits apparents du XVe siècle. Les hautes fenêtres offrant une grande clarté mettent en valeur la pureté et la sobriété de l'édifice de style gothique. 
Le transept et le chœur datent du milieu du XIIIe siècle. 
L'abside, le déambulatoire et les chapelles rayonnantes sont de la fin du XIIIe ou du début du XIVe siècle. 

## Mobilier
Sont classés Monuments historiques:
- La Vierge, Sainte Anne, l'Enfant Jésus et saint-Jean-Baptiste, copie XVIIe siècle d'un tableau d'Andrea del Sarto conservé au musée du Louvre.
- La Sainte Famille dans les ruines, copie XVIIe ou XVIIe siècle d'un tableau de Laurent de La Hyre.
- des fonts baptismaux en pierre, datés du XVIIe ou du XVIIIe siècle.
- une statue en bois d'un saint évêque au retable de l'autel de la chapelle latérale droite. Elle date du XVIIIe siècle.
- Sainte Madeleine, tableau peint par Geoffroy-Alphonse Chocarne en 1841.
- l'orgue de tribune, construit en 1878 par les deux fils du célèbre facteur Jean-Baptiste Stoltz.

## Personnalités liées à l'église
L'abbé Roger Derry (°1900 – †1943), résistant décapité à Cologne le 15 octobre 1943, fut vicaire de l'église Saint-Germain de 1930 à 1934. Il fonda à Vitry-sur-Seine le journal paroissial « Le Mil ». L'avenue de l'Abbé-Roger-Derry perpétue sa mémoire.